# أحمد أباد (اسماعيلية)
أحمد أباد (بالفارسية: احمدآباد) هي قرية وتقع في إيران في قسم إسماعيلية الريفي. يقدر عدد سكانها بـ 50 نسمة .